# Riomaggiore
Riomaggiore (Rimasùu en el dialecto local) es un municipio italiano de 1.740 habitantes perteneciente a la provincia de La Spezia, en la región de Liguria. Es el más oriental de los cinco pueblos de las Cinque Terre.
También pertenecen al municipio las fracciones de Manarola, Volastra y Groppo. Limita con La Spezia, Riccò del Golfo di Spezia y Vernazza.
Como parte de la Cinque Terre, Riomaggiore ha sido declarado Patrimonio de la Humanidad por la Unesco.
Riomaggiore también sirvió como inspiración para la película del 2021 Luca.

## Lugares de interés
- La iglesia de San Giovanni Battista, que data del año 1340.
- La iglesia parroquial Natività di Maria Vergine, en Manarola.
- El oratorio de los Disciplinati della Santissima Annunziata, en Manarola.

## Transportes
Al extremo noroeste de la ciudad se localiza la estación de trenes de Riomaggiore, sobre la línea ferroviaria Génova-La Spezia.

## Galería fotográfica

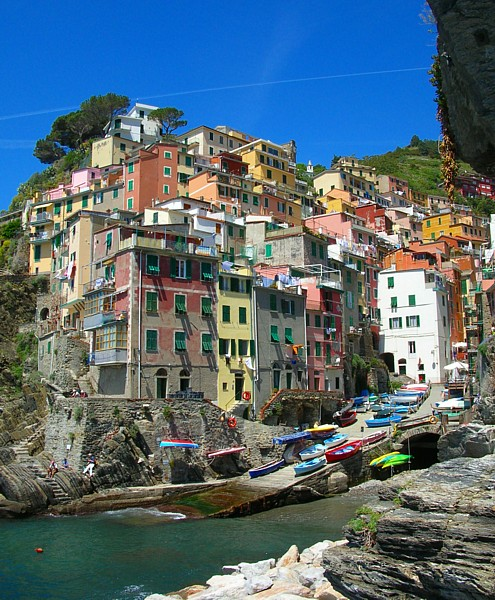
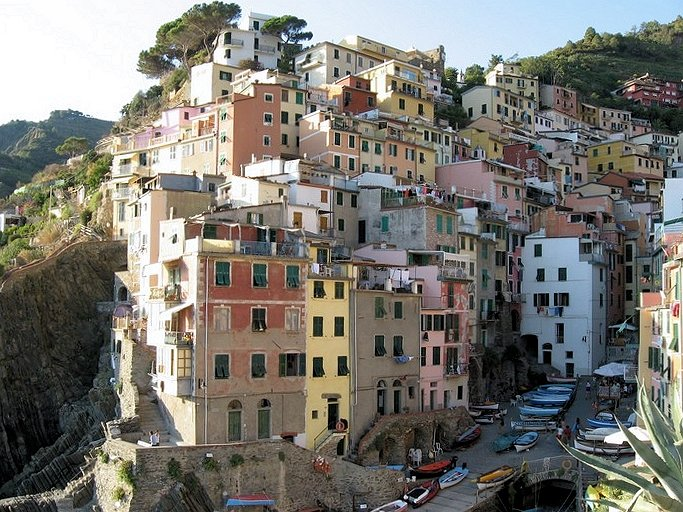
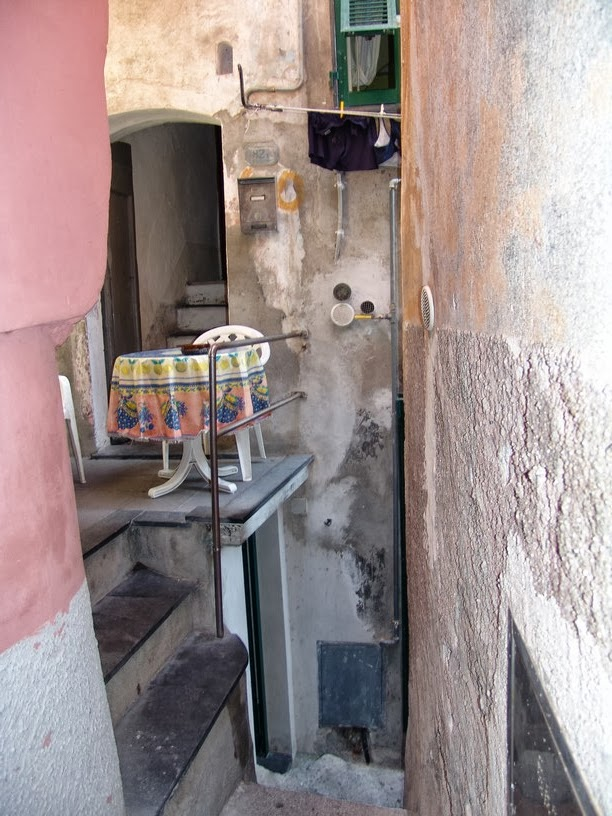
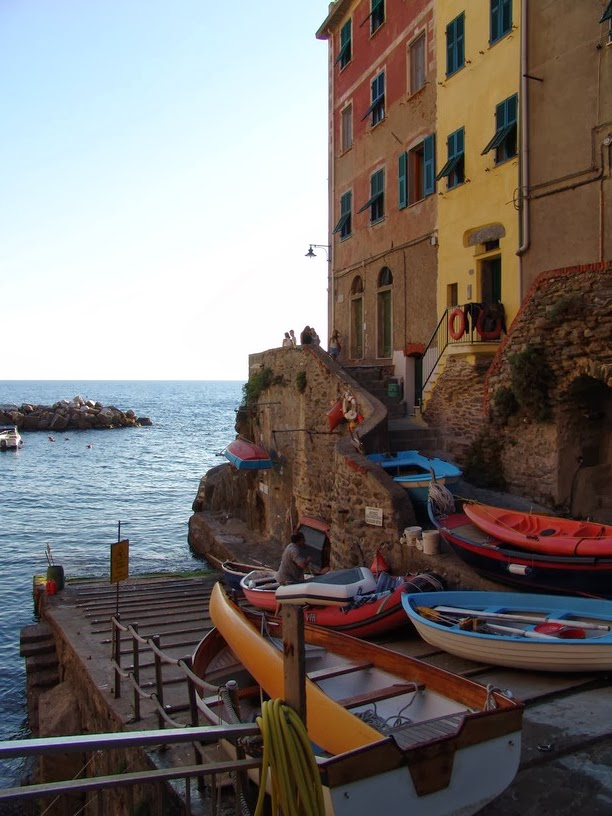
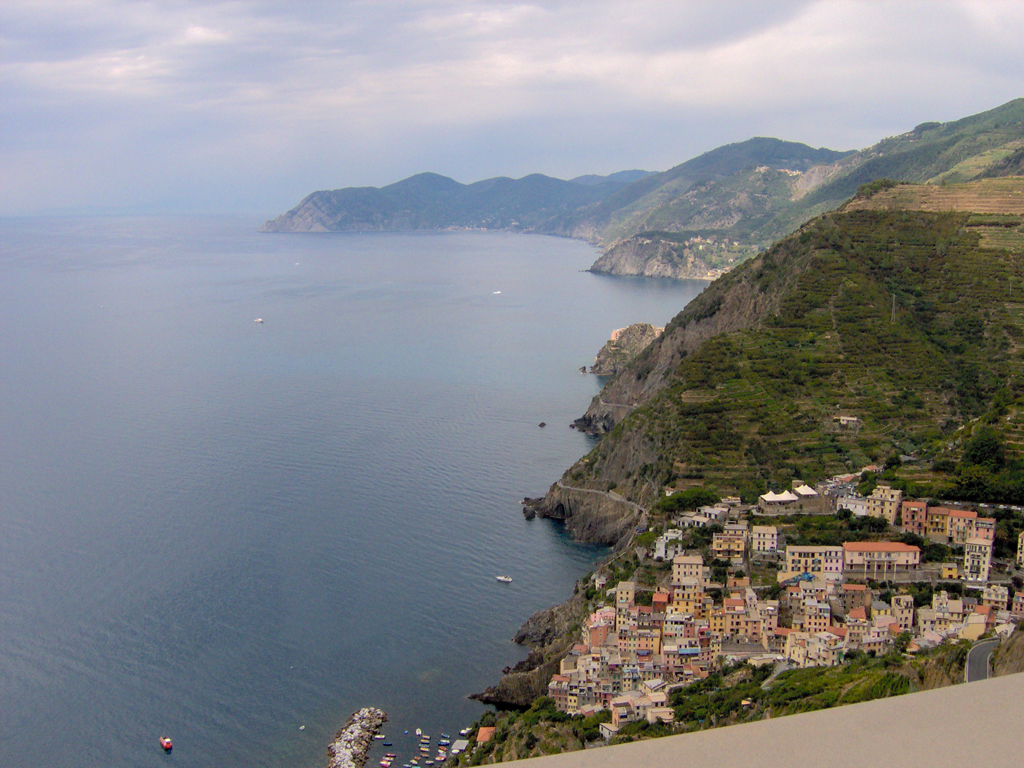
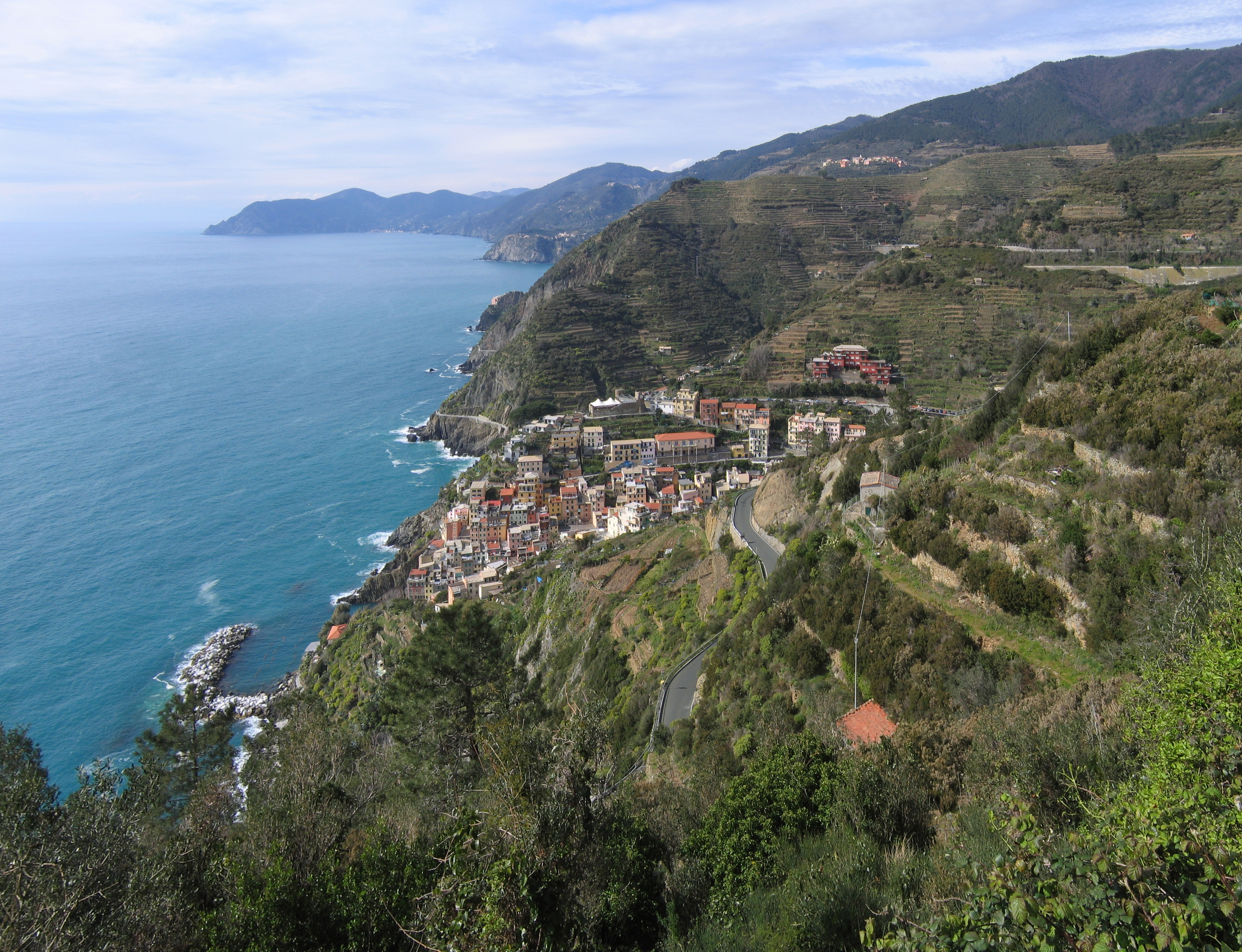

## Evolución demográfica
| Gráfica de evolución demográfica de Riomaggiore entre 1861 y 2001 |
|                                                                   |
| Fuente ISTAT - elaboración gráfica de Wikipedia                   |